# AliExpress
AliExpress je kitajski spletni portal v lasti podjetja Alibaba, ki ponuja storitev posredovanja med prodajalci in kupci raznovrstnih izdelkov ter storitev, podobno kot EBay. Spletna stran je bila objavljena 26. aprila 2010, v začetku se je specializirala za veleprodajo (business-to-business), zdaj pa je razširjena tudi med končnimi porabniki. Zelo je priljubljena med Rusi in Brazilci. Prodajalci so večinoma tovarne v Singapurju, Hong Kongu in na Kitajskem.